# Liocichla
Liocichla és un gènere d'aus paseriformes de la família dels leiotríquids.

## Taxonomia
Segons el Congrés Ornitològic Internacional, versió 15.1, 2025 aquest gènere està format per 5 espècies:
- Xerraire dels búguns (Liocichla bugunorum Athreya, 2006)
- Xerraire de l'Emei (Liocichla omeiensis Riley, 1926)
- Xerraire de Steere (Liocichla steerii Swinhoe, 1877)
- Xerraire galta-roig (Liocichla phoenicea Gould, 1837)
- Xerraire de Rippon (Liocichla ripponi Oates, 1900)